# Game dos 100
Game dos 100 é um game show brasileiro produzido pela TeleImage para a Record, estreando no dia 20 de julho de 2025.  O programa, baseado no formato internacional 99 To Beat, reúne 100 competidores em uma disputa eletrizante de resistência, estratégia e superação, com um prêmio final de R$ 300 mil.
O reality é comandado pelo casal Felipe Andreoli e Rafa Brites, sendo exibido aos  domingos, e conta também com os comentários e entrevistas de Márcia Fu, marcando a segunda vez que os três trabalham juntos na TV.

## Produção
Após o sucesso de Acerte ou Caia!, a emissora adquiriu os direitos de exibição de 99 To Beat (99 Para Vencer, como título incial), um reality show de competição originado na Bélgica. A apresentação ficou a cargo de Rafa Brites e Felipe Andreoli, recém-contratados para comandar também a sétima temporada do Power Couple Brasil.
Seguindo o formato de outras produções da casa, como A Casa e A Grande Conquista, o programa conta com 100 participantes, apostando em uma dinâmica intensa e de grande escala. Assim como o dating show Love & Dance, Game dos 100 foi programado para preencher a lacuna deixada pela ausência do Hora do Faro na grade do ano anterior.

## Formato
O programa traz uma competição acirrada, onde 100 participantes – 50 homens e 50 mulheres, metade famosos e metade anônimos – enfrentam desafios cada vez mais difíceis. O objetivo é simples: sobreviver até o final e conquistar o grande prêmio.
- Fase Inicial: 100 jogadores entram no jogo, prontos para encarar qualquer desafio.
- Provas de Resistência, Habilidade e Estratégia: Os 99 desafios buscam testar diferentes aspectos dos competidores, exigindo resistência física, pensamento rápido e inteligência tática.
- Eliminações: A cada episódio, 10 participantes deixam a disputa. A pressão aumenta a cada rodada.
- Grande Final: Apenas os dois jogadores chegam ao fim da jornada, onde apenas um deles sairá com os R$ 300 mil.

## Participantes
Conforme divulgado pela Record no dia 17 de julho de 2025.
| Participante          | Profissão                               | Resultado                             | Ranking | Ref.   |
| --------------------- | --------------------------------------- | ------------------------------------- | ------- | ------ |
| Adryana Ribeiro       | Cantora                                 |                                       |         |        |
| Alex Gallete          | Jornalista                              |                                       |         |        |
| Alexis Couto          | Especialista em propriedade intelectual |                                       |         |        |
| Aline Goiás           | Influencer                              |                                       |         |        |
| Alisha                | Modelo                                  |                                       |         |        |
| Anderson Calisthenics | Professor de Educação Física            |                                       |         |        |
| Anderson Lima         | Sósia do Gusttavo Lima                  |                                       |         |        |
| Ângela Bismarchi      | Teóloga                                 |                                       |         |        |
| Biel Azevedo          | Ator                                    |                                       |         |        |
| Carla Moraes          | Influencer                              |                                       |         |        |
| Daniela Maciel        | Cantora                                 |                                       |         |        |
| Di Campagnolli        | Ator                                    |                                       |         |        |
| Estevan               | Músico                                  |                                       |         |        |
| Ewerton Seixas        | Especialista em viagens de intercâmbio  |                                       |         |        |
| Fábio Gontijo         | Dermatologista                          |                                       |         |        |
| Fernando Presto       | Chef de cozinha                         |                                       |         |        |
| Gilson Santiago       | Barbeiro                                |                                       |         |        |
| Ilane de Paula        | Contadora de histórias infantis         |                                       |         |        |
| João Cavalcante       | Motoboy                                 |                                       |         |        |
| João Zoli             | Cantor                                  |                                       |         |        |
| Joi Lima              | Estudante                               |                                       |         |        |
| JP Mantovani          | Modelo                                  |                                       |         |        |
| Kamila Simioni        | Empresária                              |                                       |         |        |
| Léo Plácido           | Advogado                                |                                       |         |        |
| Maloy                 | Lutador                                 |                                       |         |        |
| Marcelo Souzano       | Terapeuta                               |                                       |         |        |
| Marcin                | Influencer                              |                                       |         |        |
| Márcio Câmara         | Secretário Escolar                      |                                       |         |        |
| Mark Lery             | Cantor                                  |                                       |         |        |
| Martha Ramony         | Influencer                              |                                       |         |        |
| Michael Calasans      | Motorista                               |                                       |         |        |
| Michele Santana       | Lutadora                                |                                       |         |        |
| Patric Santana        | Barbeiro                                |                                       |         |        |
| Poliana Roberta       | Atriz                                   |                                       |         |        |
| Ray Diniz             | Influencer                              |                                       |         |        |
| Ray Erlich            | Atriz                                   |                                       |         |        |
| Regina Schazzitt      | Drag Queen                              |                                       |         |        |
| Rei da Manga          | Feirante                                |                                       |         |        |
| Renan Brasil          | Ator                                    |                                       |         |        |
| Renan Oliveira        | Modelo                                  |                                       |         |        |
| Ricardo Flores        | Representante Comercial                 |                                       |         |        |
| Sabrina Tellini       | Fisiculturista                          |                                       |         |        |
| Samantha Shara        | Influencer                              |                                       |         |        |
| Samuel Simões         | Ator                                    |                                       |         |        |
| Semile                | Narradora                               |                                       |         |        |
| Táila Cavalcante      | Estudante                               |                                       |         |        |
| Venâncio Brandão      | Modelo                                  |                                       |         |        |
| Vinícius Brandão      | Modelo                                  |                                       |         |        |
| Wagner Santiago       | Artista plástico                        |                                       |         |        |
| Wellington Sébria     | Modelo                                  |                                       |         |        |
| Babi Cris             | Modelo                                  | 50ª eliminada em 17 de agosto de 2025 | 51      | [ 13 ] |
| Wender Teixeira       | Funcionário Publico                     | 49ª eliminado em 17 de agosto de 2025 | 52      | [ 13 ] |
| Nick Cruz             | Cantor                                  | 48ª eliminado em 17 de agosto de 2025 | 53      | [ 13 ] |
| Carolina Arjonas      | Modelo                                  | 47ª eliminada em 17 de agosto de 2025 | 54      | [ 13 ] |
| Janaína do Mar        | Empreendedora                           | 46ª eliminada em 17 de agosto de 2025 | 55      | [ 13 ] |
| Mari Belém            | Cantora                                 | 45ª eliminada em 17 de agosto de 2025 | 56      | [ 13 ] |
| Luana Sales           | Dançarina                               | 44ª eliminado em 17 de agosto de 2025 | 57      | [ 13 ] |
| Blade                 | Influencer                              | 43ª eliminado em 17 de agosto de 2025 | 58      | [ 13 ] |
| Graci Golfe           | Jogadora de Golfe                       | 42ª eliminada em 17 de agosto de 2025 | 59      | [ 13 ] |
| Day Oliveira          | Influencer                              | 41ª eliminada em 17 de agosto de 2025 | 60      | [ 13 ] |
| Thaís Cristina        | Bartender                               | 40ª eliminada em 10 de agosto de 2025 | 61      | [ 14 ] |
| MC Mello              | Cantora                                 | 39ª eliminada em 10 de agosto de 2025 | 62      | [ 14 ] |
| Edílson Oliveira      | Ator                                    | 38° eliminado em 10 de agosto de 2025 | 63      | [ 14 ] |
| Yanne Anttunes        | Empresária                              | 37ª eliminada em 10 de agosto de 2025 | 64      | [ 14 ] |
| Renata Stapf          | Professora                              | 36ª eliminada em 10 de agosto de 2025 | 65      | [ 14 ] |
| Diamante              | Músico                                  | 35° eliminado em 10 de agosto de 2025 | 66      | [ 14 ] |
| Caio Maron            | Advogado                                | 34° eliminado em 10 de agosto de 2025 | 67      | [ 14 ] |
| Fernanda Gomes        | Policial Militar                        | 33ª eliminada em 10 de agosto de 2025 | 68      | [ 14 ] |
| Matheus Prado         | Influencer                              | 32° eliminado em 10 de agosto de 2025 | 69      | [ 14 ] |
| Carol Godoi           | Empreendedora                           | 31ª eliminada em 10 de agosto de 2025 | 70      | [ 14 ] |
| Salete Campari        | Drag Queen                              | 30ª eliminada em 3 de agosto de 2025  | 71      | [ 15 ] |
| Jade Puente           | Atriz                                   | 29ª eliminada em 3 de agosto de 2025  | 72      | [ 15 ] |
| Nelson Neves          | Especialista em criptomoedas            | 28° eliminado em 3 de agosto de 2025  | 73      | [ 15 ] |
| Bettina               | Drag Queen                              | 27ª eliminada em 3 de agosto de 2025  | 74      | [ 15 ] |
| Alane Ferreira        | Dançarina                               | 26ª eliminada em 3 de agosto de 2025  | 75      | [ 15 ] |
| Brunno Danese         | Produtor                                | 25° eliminado em 3 de agosto de 2025  | 76      | [ 15 ] |
| Ovelha                | Cantor                                  | 24° eliminado em 3 de agosto de 2025  | 77      | [ 15 ] |
| Cris Piza             | Cantora                                 | 23ª eliminada em 3 de agosto de 2025  | 78      | [ 15 ] |
| Denise Bruno          | Psicóloga                               | 22ª eliminada em 3 de agosto de 2025  | 79      | [ 15 ] |
| Tamares Nascimento    | Cozinheira                              | 21ª eliminada em 3 de agosto de 2025  | 80      | [ 15 ] |
| Renato Flores         | Representante Comercial                 | 20° eliminado em 27 de julho de 2025  | 81      | [ 16 ] |
| Van Kurashiki         | Advogada                                | 19ª eliminada em 27 de julho de 2025  | 82      | [ 16 ] |
| GG                    | Barbeiro                                | 18° eliminado em 27 de julho de 2025  | 83      | [ 16 ] |
| Maria Antônia         | Autônoma                                | 17ª eliminada em 27 de julho de 2025  | 84      | [ 16 ] |
| Fernanda Lacerda      | Modelo                                  | 16ª eliminada em 27 de julho de 2025  | 85      | [ 16 ] |
| Luís Mariotto         | Auxiliar administrativo                 | 15° eliminado em 27 de julho de 2025  | 86      | [ 16 ] |
| Yarley                | Influencer                              | 14° eliminado em 27 de julho de 2025  | 87      | [ 16 ] |
| Eduardo Flores        | Representante Comercial                 | 13° eliminado em 27 de julho de 2025  | 88      | [ 16 ] |
| Rosiane Pinheiro      | Modelo                                  | 12ª eliminada em 27 de julho de 2025  | 89      | [ 16 ] |
| Jaquelline Cruz       | Jornalista                              | 11ª eliminada em 27 de julho de 2025  | 90      | [ 16 ] |
| Jorge Samurai         | Aposentado                              | 10º eliminado em 20 de julho de 2025  | 91      | [ 17 ] |
| Ana Lúcia             | Manicure                                | 9ª eliminada em 20 de julho de 2025   | 92      | [ 17 ] |
| Vovó Janete           | Aposentada                              | 8ª eliminada em 20 de julho de 2025   | 93      | [ 17 ] |
| Bia Souza             | Influencer                              | 7ª eliminada em 20 de julho de 2025   | 94      | [ 17 ] |
| Marcus Vinícius       | Sociólogo                               | 6º eliminado em 20 de julho de 2025   | 95      | [ 17 ] |
| Atilo Silva           | Cantor                                  | 5º eliminado em 20 de julho de 2025   | 96      | [ 17 ] |
| Vanessa Mesquita      | Modelo                                  | 4ª eliminada em 20 de julho de 2025   | 97      | [ 17 ] |
| Marcus Cowboy         | Empresário                              | 3º eliminado em 20 de julho de 2025   | 98      | [ 17 ] |
| Rita de Cássia        | Aposentada                              | 2ª eliminada em 20 de julho de 2025   | 99      | [ 17 ] |
| Lorena Alexandre      | Cantora                                 | 1ª eliminada em 20 de julho de 2025   | 100     | [ 17 ] |

## Provas
| Episódio | Prova                          | Ref.   |
| -------- | ------------------------------ | ------ |
| 1        | Bolas com Colares Havaianos    | [ 18 ] |
| 1        | Passando a Chama               | [ 18 ] |
| 1        | Argola na Vareta               | [ 18 ] |
| 1        | Secando o Gelo                 | [ 18 ] |
| 1        | Duelo do Bambolê               | [ 18 ] |
| 1        | Cobrança de Pênalti            | [ 18 ] |
| 1        | Desenrolando a Fita            | [ 18 ] |
| 1        | Tênis no Fio                   | [ 18 ] |
| 1        | Três Copos, Três Bolinhas      | [ 18 ] |
| 1        | Procurando Pódio               | [ 18 ] |
| 2        | Pilha de Roupas                | [ 19 ] |
| 2        | Encontrar o Cachorro           | [ 19 ] |
| 2        | Pingente na Peruca             | [ 19 ] |
| 2        | Bola no Sombreiro              | [ 19 ] |
| 2        | Empilhar a Porca               | [ 19 ] |
| 2        | Verdadeiro ou Falso com Famoso | [ 19 ] |
| 2        | Bolinha no Copo                | [ 19 ] |
| 2        | Preenchimento de Vaso às Cegas | [ 19 ] |
| 2        | Frisbee                        | [ 19 ] |
| 2        | Duelo da Bola na Água          | [ 19 ] |
| 3        | Vasinho de Flores              | [ 20 ] |
| 3        | Mola Maluca                    | [ 20 ] |
| 3        | Passar o Cordão na Bermuda     | [ 20 ] |
| 3        | Equilibrando Dados             | [ 20 ] |
| 3        | Minhoca                        | [ 20 ] |
| 3        | Movendo Copos com Balões       | [ 20 ] |
| 3        | Requebra                       | [ 20 ] |
| 3        | Desenrola a Linha              | [ 20 ] |
| 3        | Pegar a Lata com Macarrão      | [ 20 ] |
| 3        | Assoprando Confetes            | [ 20 ] |
| 4        | Boliche Gigante                | [ 21 ] |
| 4        | Empilhando as Latas            | [ 21 ] |
| 4        | Pote com Bolas                 | [ 21 ] |
| 4        | Separando Balas                | [ 21 ] |
| 4        | Aviãozinho de Papel            | [ 21 ] |
| 4        | Colocando Pilhas na Laterna    | [ 21 ] |
| 4        | Mega Vôlei                     | [ 21 ] |
| 4        | Cereja na Cabeça               | [ 21 ] |
| 4        | Cesta na Bicicleta             | [ 21 ] |
| 4        | Achar a Tampa do Tupperware    | [ 21 ] |
| 5        | Piscina de Bolinhas            | [ 22 ] |
| 5        | Dança das Luzes                | [ 22 ] |
| 5        | Livro na Cabeça                | [ 22 ] |
| 5        | Mira Certa                     | [ 22 ] |
| 5        | Castelo de Cotonete e Vaselina | [ 22 ] |
| 5        | Disputa do Grito               | [ 22 ] |
| 5        | Brechó                         | [ 22 ] |
| 5        | Guardando Laços                | [ 22 ] |
| 5        | Agulha no Palheiro             | [ 22 ] |
| 5        | Corrida de Blocos              | [ 22 ] |
| 6        |                                |        |
|          |                                |        |
|          |                                |        |
|          |                                |        |
|          |                                |        |
|          |                                |        |
|          |                                |        |
|          |                                |        |
|          |                                |        |
|          |                                |        |
| 7        |                                |        |
|          |                                |        |
|          |                                |        |
|          |                                |        |
|          |                                |        |
|          |                                |        |
|          |                                |        |
|          |                                |        |
|          |                                |        |
|          |                                |        |
| 8        |                                |        |
|          |                                |        |
|          |                                |        |
|          |                                |        |
|          |                                |        |
|          |                                |        |
|          |                                |        |
|          |                                |        |
|          |                                |        |
|          |                                |        |
| 9        |                                |        |
|          |                                |        |
|          |                                |        |
|          |                                |        |
|          |                                |        |
|          |                                |        |
|          |                                |        |
|          |                                |        |
|          |                                |        |
|          |                                |        |
| 10       |                                |        |
|          |                                |        |
|          |                                |        |
|          |                                |        |
|          |                                |        |
|          |                                |        |
|          |                                |        |
|          |                                |        |
|          |                                |        |
|          |                                |        |

## Repercussão
Game dos 100 estreou em um domingo na faixa vespertina da Record, enfrentando concorrência direta de grandes atrações nas emissoras rivais. De acordo com dados da Kantar IBOPE Media referentes à Região Metropolitana de São Paulo, o game show registrou média de 3,8 pontos. No mesmo horário, a TV Globo marcou 9,7 pontos com a dobradinha Domingão com Huck e o esportivo Bora Pro Jogo, enquanto o SBT ficou com 7,3 pontos exibindo o clássico Domingo Legal, apresentado por Celso Portiolli.
Nas redes sociais, a estreia teve uma boa aceitação, com muitos elogios ao formato dinâmico e à interação entre os participantes. Internautas destacaram o ritmo acelerado do programa e o carisma dos apresentadores, que contribuíram para prender a atenção. Segundo avaliação da coluna Play, do jornal O Globo, a estreia foi "divertida e bem conduzida", recebendo nota 10. O texto elogiou a leveza da proposta e destacou a boa química com o programa exibido em sequência, Acerte ou Caia, comandado por Tom Cavalcante, formando uma "dobradinha promissora" nas tardes de domingo da Record.